# 물병자리 77
물병자리 77(77 Aquarii)는 천구적도의 별자리인 물병자리에 있는 별이다. 겉보기 등급은 5.55 등급이며 , 지구에서 약 134 광년(41 파섹) 떨어져 있다. 이 별의 분류는 K1 III 거성이다. 태양 반지름의 6배 크기로, 태양보다 13.5배 밝다. 외부 대기의 온도는 4581K로, 주황색으로 빛나는 K형 항성이다.